# تیملیلت
تیملیلت (به فرانسوی: Timlilt) یک منطقهٔ مسکونی در مراکش است که در استان شیشاوه واقع شده‌است. تیملیلت ۷٬۱۸۶ نفر جمعیت دارد.